# Arthur Etterich
Arthur Etterich (* 8. März 1894 in Wanne, Westfalen; † 24. August 1960 in Homberg, Niederrhein) war ein deutscher Politiker (NSDAP).

## Leben und Wirken
Nach dem Besuch der Volksschule und des Realgymnasien in Hattingen und Essen studierte Etterich Landwirtschaft in Bonn-Poppelsdorf  und Hamburg. Von 1914 bis 1918 nahm Etterich am Ersten Weltkrieg teil. Anschließend verdiente er seinen Lebensunterhalt sechs Jahre lang als praktischer Landwirt, dann sieben Jahre als Kaufmann, davon fünf Jahre lang als selbständiger Kaufmann in der Drahtindustrie.
In den 1920er Jahren stieß Etterich zur NS-Bewegung. 1922 gründete er die Ortsgruppe Hattingen der NSDAP. Von 1923 bis 1924 war er Führer eines aktivistischen Kampftrupps im Ruhrkampf. Anfang 1924 wurde er von den Franzosen verhaftet, aber bereits im September 1924 aufgrund der sogenannten Londoner Amnestie wieder freigelassen. Zum 28. Dezember 1925 trat er der neu gegründeten NSDAP wieder bei (Mitgliedsnummer 26.751). Von 1924 bis 1926 und von 1929 bis 1931 war Etterich Stadtverordneter der NSDAP in Hattingen.
Ab 1925 engagierte Etterich sich zwei Jahre lang als hauptamtlicher SA-Führer. Am 1. Juli 1932 übernahm Etterich Aufgaben im Reichsarbeitsdienst.
Von 1929 bis 1930 gehörte Etterich dem Kreistag des Ruhr-Ennepe-Kreises an. Bei der Reichstagswahl am 29. März 1936 kandidierte er erfolglos. Erst seit April 1938 bis zum Ende der NS-Herrschaft im Mai 1945 war Etterich als Abgeordneter für den Wahlkreis 21 (Koblenz-Trier) Mitglied des nationalsozialistischen Reichstages.
Etterich war ab 1943 Generalarbeitsführer des Reichsarbeitsdienstes.